# Датунашвили, Илья Ильич
Илья Ильич Датунашвили (груз. ილია ილიას ძე დათუნაშვილი; 1 сентября 1937, Батуми, Грузинская ССР, СССР — 11 февраля 2022, Тбилиси) — советский и грузинский футболист, нападающий. Мастер спорта СССР (1962).

## Биография
Родился в семье полицейского.
Начал играть в 1954 году в «Колмеурне» (Ланчхути).
В 1957—1958 годах — игрок «Торпедо» (Кутаиси), оставшуюся часть карьеры провёл в 1959—1968 годах в «Динамо» (Тбилиси). Провёл в первой группе «А» 199 матчей, забил 46 голов.
22 сентября 1966 года в матче с «Араратом» (5:0) повторил рекорд чемпионатов СССР, установленный Евгением Шелагиным в 1938 году, забив в одном матче 5 голов. На это у него ушли рекордные 27 (или 28) минут.
Скончался 11 февраля 2022 года на 85-м году жизни.

## Достижения
- Чемпионат СССР:

Чемпион: 1964.
3-й призёр: 1962, 1967.
- Лучший бомбардир 1966 года (20 мячей).
- В списке 33 лучших футболистов сезона — 2 раза: 1964, 1966 — № 2.